# Kirchengericht der Evangelischen Kirche in Deutschland
Das Kirchengericht der Evangelischen Kirche in Deutschland ist seit 2004 das erstinstanzliche Gericht der Evangelischen Kirche in Deutschland (EKD). Die maßgeblichen kirchenrechtlichen Regelungen finden sich vor allem in Artikel 32 der Grundordnung der EKD und im Kirchengerichtsgesetz (KiGG.EKD). Entstanden ist das Kirchengericht aus der Disziplinarkammer der EKD, der mitarbeitervertretungsrechtlichen Schlichtungsstelle der EKD und dem Gemeinsamen Verwaltungsgericht von UEK, Anhalt und Pommern.

## Organisation
Das Kirchengericht hat – wie die übrigen Kirchengerichte der EKD – seinen Sitz in Hannover (§ 1 Abs. 1 KiGG.EKD). Die Mitglieder des Kirchengerichts und ihre Stellvertreter werden vom Rat der Evangelischen Kirche in Deutschland auf sechs Jahre berufen (§ 9 KiGG.EKD). Ihre Tätigkeit ist ehrenamtlich (§ 12 KiGG.EKD). Die Präsidenten und Vorsitzenden Richter müssen die Befähigung zum Richteramt nach dem Deutschen Richtergesetz haben (§ 2 Abs. 1 Satz 2 KiGG.EKD). Gerichtskosten werden nicht erhoben (§ 22 KiGG.EKD). Verfahrensbevollmächtigte müssen Mitglied einer Kirche sein, die der Arbeitsgemeinschaft Christlicher Kirchen (AcK) angehört (§ 21 KiGG.EKD). Verfahrensbeendende Entscheidungen ergehen „Im Namen der Evangelischen Kirche in Deutschland“ (§ 18 Abs. 1 Satz 1 KiGG.EKD).
Das Kirchengericht ist gegliedert in vier Kammern, die grundsätzlich in der Besetzung mit drei Richtern einschließlich des Präsidenten bzw. Vorsitzenden entscheiden:
- Disziplinarkammer (Registerzeichen 0134)[5]
- Verwaltungskammer (seit 2011; Registerzeichen 0136)[6]
- Erste Kammer für mitarbeitervertretungsrechtliche Streitigkeiten (I-2708; Verfahren mit ungeraden Endziffern)
- Zweite Kammer für mitarbeitervertretungsrechtliche Streitigkeiten (II-2708; Verfahren mit geraden Endziffern)[7]

## Zuständigkeit
Das Kirchengericht der Evangelischen Kirche in Deutschland entscheidet in erster Instanz u. a. in den Verfahren nach dem Disziplinargesetz der Evangelischen Kirche in Deutschland, über Streitigkeiten aus der Anwendung des Mitarbeitervertretungsgesetzes und in Verfahren nach dem Verwaltungsgerichtsgesetz der EKD (§ 5 Abs. 2 KiGG.EKD), soweit es sich um Beamte bzw. Arbeitnehmer der EKD handelt.
Für Beamte oder Arbeitnehmer der Landeskirchen bestehen teils eigene erstinstanzliche Gerichte, teils haben die Landeskirchen das erstinstanzliche Verfahren dem Kirchengericht der EKD zugewiesen. Solche Zuweisungen bestehen etwa für Verwaltungs- und Disziplinarsachen seitens der Landeskirchen im Rheinland, in Mitteldeutschland, Anhalt und Lippe sowie der ERK und der UEK; in Disziplinarsachen außerdem seitens der EKHN, der EKBO und der EKvW.
Zweite Instanz ist stets der Kirchengerichtshof der Evangelischen Kirche in Deutschland.